# Шампань, Филипп де
Фили́пп де Шампань (устар.), Фили́пп де Шампе́нь (фр. Philippe de Champaigne [ʃɑ̃paɲ], [ʃɑ̃pɛɲ]; 26 мая 1602, Брюссель, Испанские Нидерланды — 12 августа 1674, Париж, Королевство Франция) — французский живописец и гравёр фламандского происхождения. Один из ведущих мастеров парижской художественной школы XVII века, выдающийся представитель классицистического «большого стиля» эпохи царствования Людовика XIV, его итальянизирующего течения, тесно связанного с католическим вероучением. Он был одним из создателей Королевской академии живописи и скульптуры в Париже.

## Биография
Филипп де Шампень родился в Брюсселе (герцогство Брабант, Южные Нидерланды) в бедной семье, во времена правления эрцгерцога Альберта и Изабеллы. С 1614 по 1618 год обучался в родном городе у Жана Буйона (фр. Jean Bouillon); с 1618 года поступил в обучение к живописцу-миниатюристу Мишелю де Бурдо. В 1620 году стал учеником пейзажиста Жака Фукьера. В 1621 году переехал в Париж, где работал с Никола Пуссеном над украшением Люксембургского дворца под началом Никола Дюшена, на дочери которого он позднее женился.
После смерти ревновавшего к его славе будущего тестя Шампень (он отважился жениться на дочери Дюшена только после его смерти) начал работать для королевы-матери Марии Медичи, а также для кардинала Ришельё, по заказу которого он украсил росписями дворец Пале-Рояль, купол капеллы Сорбонны и другие здания. Как и Симон Вуэ, другой представитель «большого стиля» эпохи Людовика XIV, Шампень пользовался особым покровительством короля и кардинала. Шампень был единственным художником, которому было разрешено изобразить Ришельё в мантии кардинала, что он и сделал одиннадцать раз. Он написал несколько картин для собора Парижской Богоматери (1638). Он также изготавливал картоны для парижской Мануфактуры Гобеленов. Шампень стал первым художником королевы с пенсионом в 1200 ливров. Он также украсил кармелитскую церковь Сен-Жак, одну из любимых церквей королевы-матери.
В 1648 году Филипп де Шампень был одним из основателей Королевской академии живописи и скульптуры.
С 1640 года Шампень испытал влияние янсенизма. После того, как его парализованная дочь чудесным образом была излечена в монастыре Пор-Рояль, в стенах которого она обитала, Шампень написал нетипичную для него работу — вотивную картину «Ex-Voto de 1662», ныне находящуюся в Лувре, на которой он изобразил свою дочь и мать-настоятельницу Аньес Арно.
К концу жизни художник активно занимался преподаванием в Королевской академии, среди его учеников был его племянник Жан Батист де Шампень (1631—1681), живописцы Жан Морен, Робер Нантёйль и Никола де Платтемонтань.
Шампень не оставил печатных трудов, но сохранились его лекции и комментарии, записанные в 1660-х годах Андре Фелибьеном.
Он умер в Париже в 1674 году.

## Творчество
Наряду с Симоном Вуэ Филипп де Шампень являлся наиболее почитаемым художником своей эпохи. С 1654 года он конкурировал с первым живописцем короля Шарлем Лебреном, участвовал в украшении дворца Тюильри под его руководством.
Шампень создал большое количество картин, в основном религиозных произведений, и портретов. Его индивидуальный стиль формировался под влиянием П. П. Рубенса, но впоследствии стал более строгим и классицистическим. Филипп де Шампень остаётся исключительным художником благодаря блеску красок его картин и академической выстроенности композиций.
В портретах он изобразил весь французский двор, французскую аристократию, членов королевской семьи, титулованных представителей церкви и государства, парламентариев, архитекторов и других известных людей. Портрет поэта Винсента Войтюра был создан около 1649 года как фронтиспис издания его произведений (опубликованных посмертно в 1650 году). Портрет весьма необычен тем, что Шампень позднее переработал его в изображение Святого Людовика (короля Людовика IX), чтобы позволить дочери Войтюра держать его при себе, когда она войдёт в монастырь.
Самыми знаменитыми являются изображения кардинала Ришельё, в том числе оригинальный портрет кардинала «с трёх сторон» (1637). Эта картина стала знаменитой, она могла появиться не без влияния похожего произведения Антониса Ван Дейка: «Карл I с трёх сторон» (портрет в трёх ракурсах, 1635).
Он писал портреты Мазарини, Людовика XIII, Жана-Батиста Кольбера, виконта Тюренна, короля Карла II Английского, а также Блеза Паскаля, Венсана Вуатюра, архитекторов Жака Лемерсье и Франсуа Мансара, и других значимых лиц той эпохи.
Он также отдал дань макабрическим сюжетам и писал натюрморты «Vanitas» (бренность, тщетность) с изображением атрибутов бренности материального мира.

## Галерея
- Благовещение. Ок. 1645. Холст, масло. Собрание Уоллеса, Лондон
- Жертвоприношение Исаака. Холст, масло. Частное собрание
- Моисей с десятью заповедями. 1648. Холст, масло. Государственный Эрмитаж, Санкт-Петербург
- Кающаяся Мария Магдалина. 1648. Холст, масло. Музей изящных искусств, Хьюстон, Техас, США
- Святой Павел. 1600-е. Холст, масло. Музей изящных искусств, Труа
- Святой Августин. Между 1645 и 1650. Холст, масло. 	Музей искусств округа Лос-Анджелес, США
- Exvoto von 1662 (Мать-настоятельница Катрин-Аньес Арно и сестра Катрин Сент-Сюзанна де Шампень). 1662. Холст, масло. Лувр, Париж
- Портрет Людовика XIII. Между 1622 и 1639. Холст, масло. Королевская коллекция, Великобритания
- Людовик XIII, коронуемый Викторией. 1635. Холст, масло. Лувр, Париж
- Карл II. 1653. Холст, масло. Музей искусств, Кливленд, США
- Тройной портрет Кардинала Ришельё. 1637. Холст, масло. Национальная галерея, Лондон
- Кардинал Ришельё. 1642. Холст, масло. Музей изобразительного искусства, Страсбург
- Жан-Батист Кольбер. 1655. Холст, масло. Метрополитен-музей, Нью-Йорк
- Портрет поэта Винсента Войтюра в образе Святого Людовика. После 1649. Холст, масло. Художественный музей, Сент-Луис, США
- Портрет поэта Арно д’Андилли. 1650. Холст, масло. Лувр, Париж
- Портрет Франсуа Мансара и Клода Перро. 1656. Холст, масло. Лувр, Париж